# Stiftskirche (Hechingen)

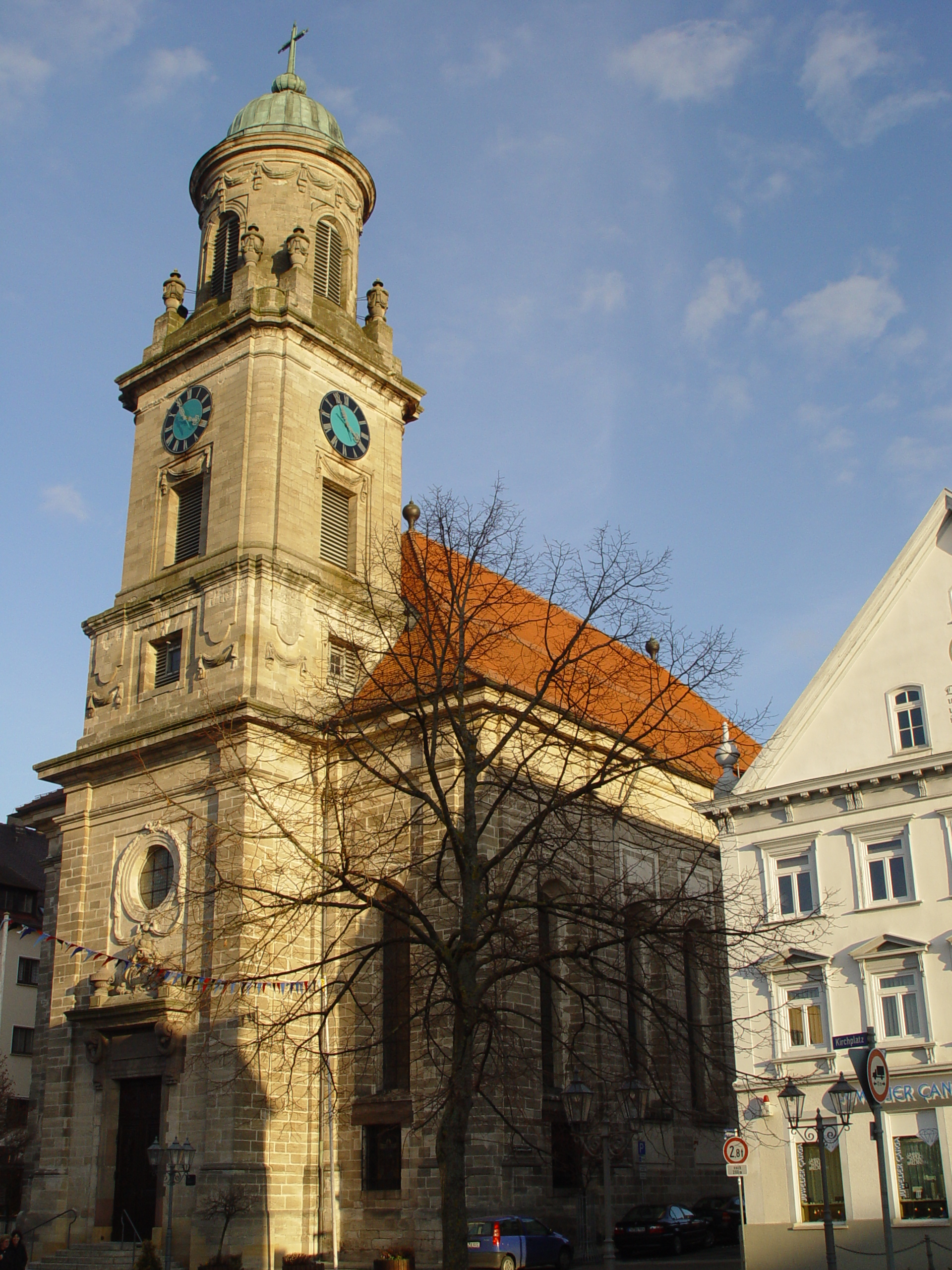
St. Jakobus

Die katholische Stiftskirche St. Jakob in Hechingen im Zollernalbkreis (Baden-Württemberg) ist ein bedeutender Sakralbau des frühen Klassizismus und wurde von 1780 bis 1783 nach Plänen von Pierre Michel d’Ixnard errichtet.
Die Denkmalstiftung Baden-Württemberg ernannte die Stiftskirche zum Denkmal des Monats Dezember 2017.

## Geschichte

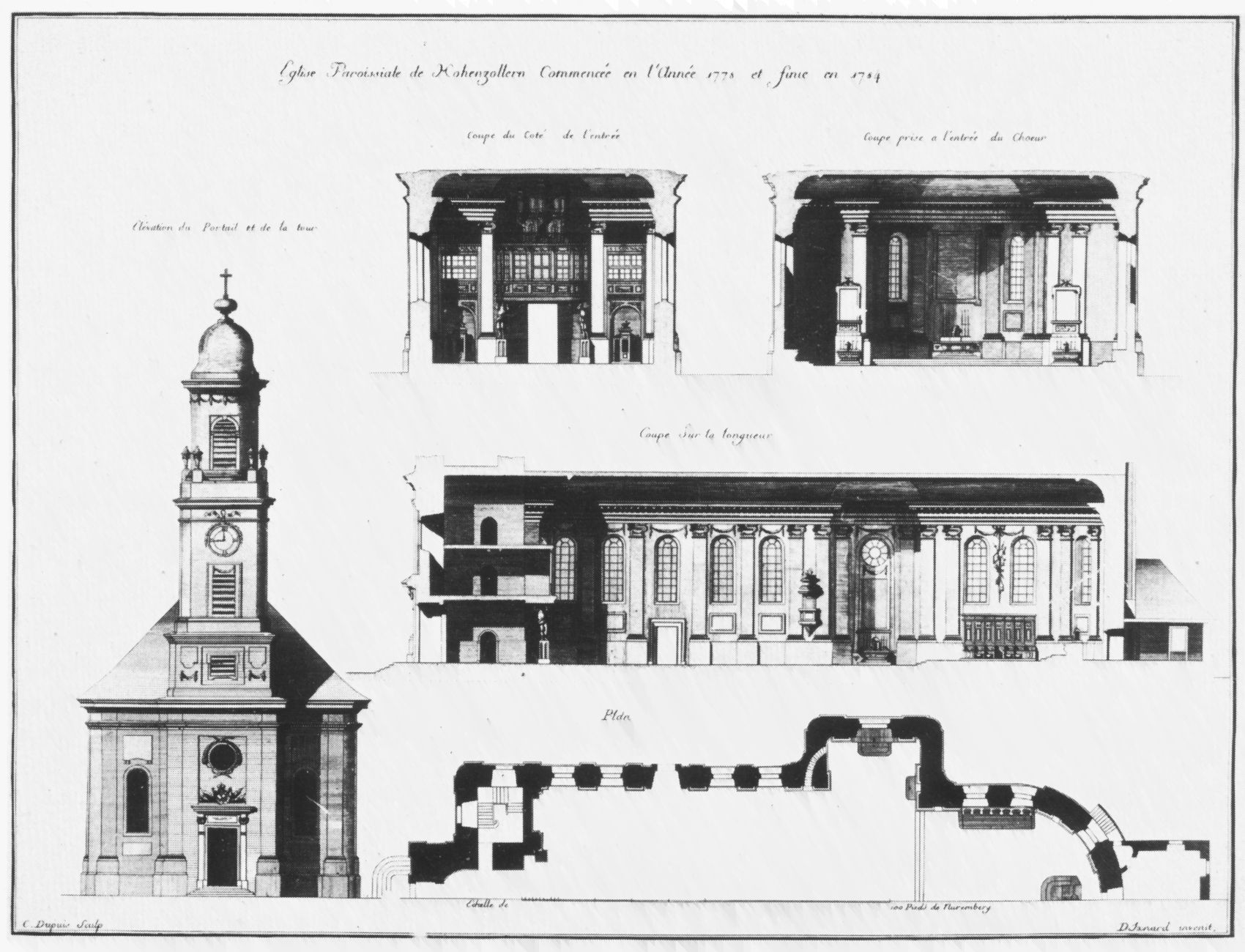
Plan der Stiftskirche

St. Jakob, die Stadtpfarrkirche Hechingens, trägt den Namen Stiftskirche nach einem 1495 von Graf Eitel Friedrich II. begründeten, 1806 aufgehobenen Kollegiatstift. Das Kollegiatstift St. Jakob Hechingen existierte von 1495 bis 1806 und war mit der Stiftskirche St. Jakobus verbunden. Die Stiftung, die am 11. Oktober 1499 vom zuständigen Konstanzer Diözesanbischof genehmigt wurde, ist auf 1495 datiert, doch handelt es sich dabei um eine Rückdatierung. Infolge der Säkularisation wurde das Chorherrenstift, wie die benachbarten Klöster, aufgehoben und fiel an das Fürstentum Hohenzollern-Hechingen. Es gehörte zum Bistum Konstanz und ab 1821 zum Erzbistum Freiburg.

## Baugeschichte
Die Kirche steht am Kirchplatz in der Hechinger Oberstadt, ehemals unmittelbar an der Stadtmauer. Nachdem der Vorgängerbau, die spätgotische Marienkirche, abgebrochen worden war, fand am 15. Mai 1780 die Grundsteinlegung statt. Vorübergehend lag die Ausführung der Bauarbeiten in den Händen von Christian Großbayer, der (nach Differenzen mit d’Ixnard) 1781 von Johann Georg Scheyer abgelöst wurde. Am 12. Oktober 1783 wurde die Kirche geweiht. Das Bauwerk verkörpert den Frühklassizismus, die auch Zopfstil genannte Übergangszeit zwischen Rokoko und Klassizismus.

## Architekt

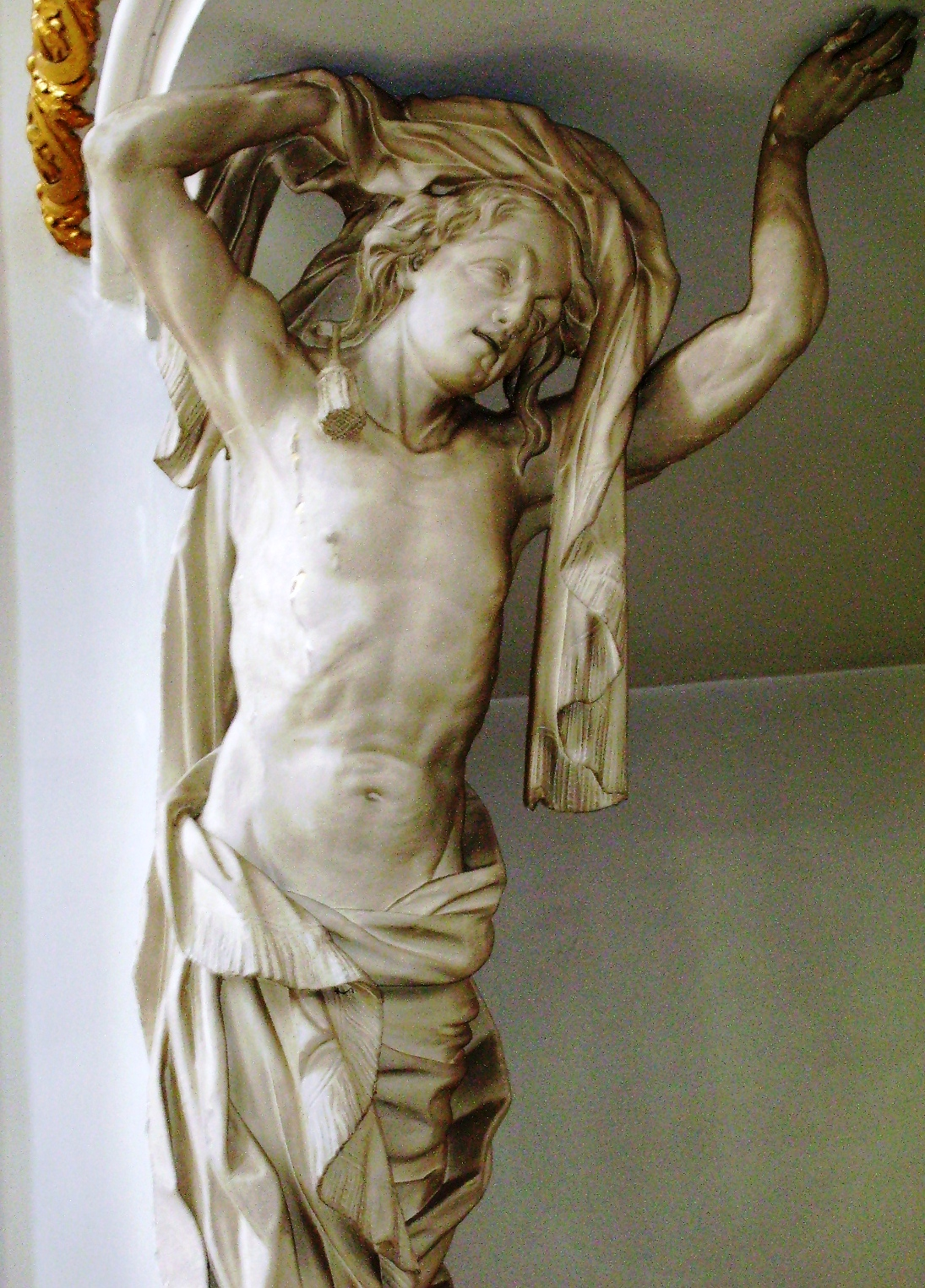
Der Atlas trägt die Fürstenloge

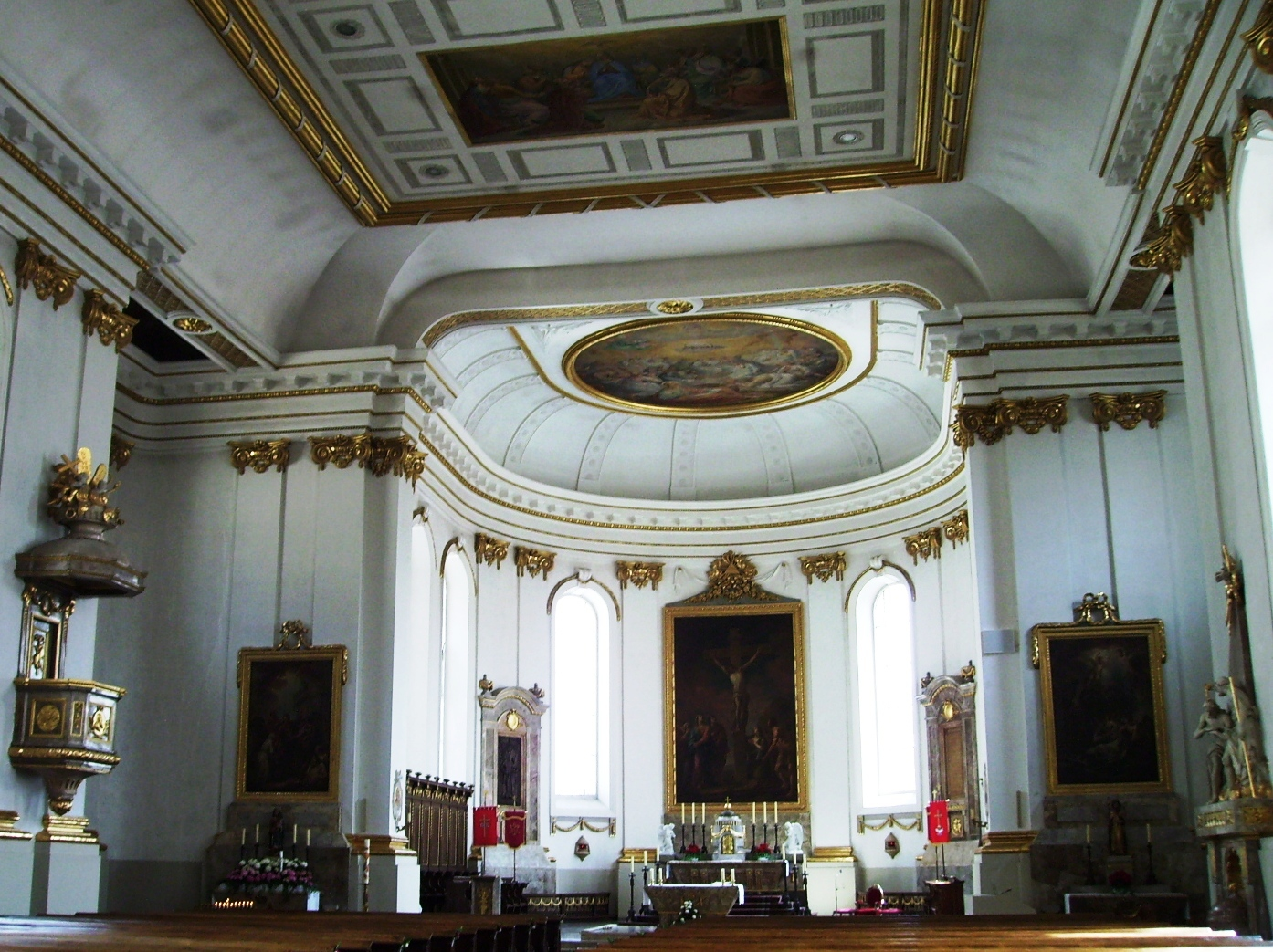
Blick durch das Schiff zum Chor

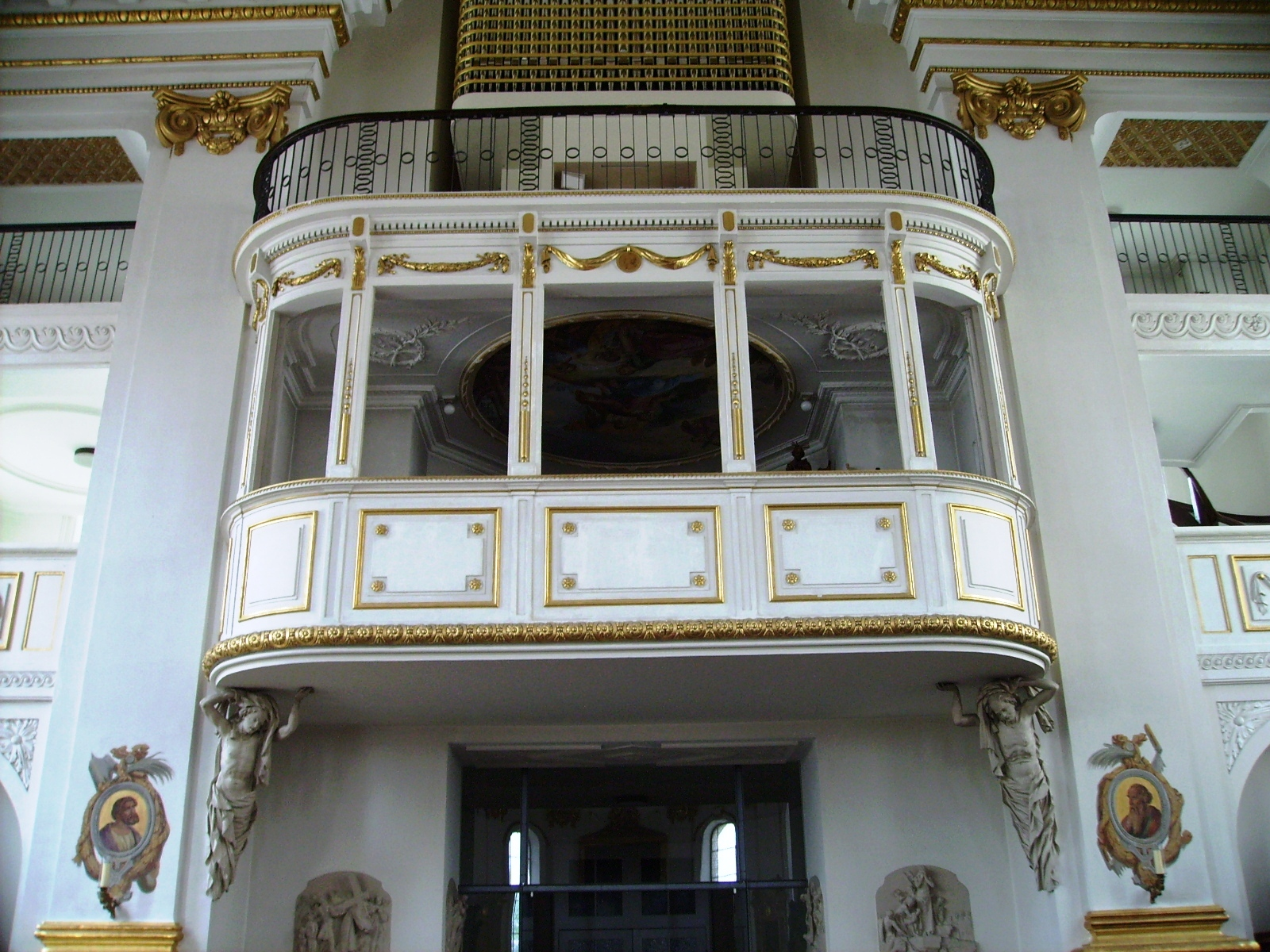
Die Fürstenloge

Der Architekt der Stiftskirche, Pierre Michel d’Ixnard, wurde in Nîmes geboren und erhielt seine Ausbildung in Paris und Italien. Von ihm stammen zahlreiche bedeutende Bauwerke in Süddeutschland. D’Ixnard hat mit dem von ihm entwickelten Stil die Architektur in Hechingen für die nächsten Jahrzehnte maßgeblich geprägt und die Stadt zu einem Hauptort klassizistischer Bautätigkeit gemacht.

## Gestaltung

Das Altarkreuz der Stiftskirche Hechingen

Es handelt sich um einen mächtigen Saalbau mit einem Westturm. Große Rundbogenfenster und ein kräftiges Hauptgesims bestimmen das monumentale Äußere, wozu auch die sorgfältig gefügten Quader beitragen. Der halb aus der Fassade vorgezogene, in seinen unteren Geschossen quadratische Turm geht oben in einen glockenförmig überkuppelten Zylinder über, der mit Vasen, Lorbeerkränzen, Tuchgehängen sowie dem hohenzollerischen Allianzwappen geschmückt ist.
Das Bauwerk weist ein auf die Kapellen reduziertes Querhaus auf und wird von dem halbrunden Chor abgeschlossen. Die Gliederung des rund 53 m langen Innenraums erfolgt durch kräftige Wandpilaster, die auf hohen Sockeln sitzen und ein schweres Gesims tragen. Den Übergang zur Decke bildet eine große Hohlkehle. Die Farben Weiß und Gold bestimmen den Innenraum.

## Ausstattung
Die Deckengemälde im Chor und Schiff sind vom Stil der Nazarener beeinflusst und stammen von dem Maler Fidelis Schabet aus den Jahren 1846 bis 1848. Die Deckenbilder in den Seitenkapellen und der Fürstenloge hat Andreas Meinrad von Ow gemalt.
Die großen Atlasfiguren, welche die Fürstenloge tragen, sind stilistisch noch dem Barock verpflichtet.
Die Grabplatte für Graf Eitel Friedrich II. von Zollern und seine Gemahlin Magdalena von Brandenburg, ein zu Anfang des 16. Jahrhunderts geschaffener Bronzeguss, stammt vermutlich aus der Werkstatt des Nürnberger Künstlers Peter Vischer. Kunstgeschichtlich steht sie am Übergang von der Gotik zur Renaissance.

## Orgeln
Die beiden Orgeln der Stiftskirche wurden 2004 von dem Orgelbauer Karl Göckel (Mühlhausen-Rettigheim) erbaut. Auffallend ist die moderne Prospektgestaltung beider Instrumente. Es existiert ein fahrbarer Generalspieltisch sowie eine ebenfalls dreimanualige (mechanische) Spielanlage auf der Empore. Auch mit letzterer können beide Orgeln angespielt werden.

### Emporenorgel

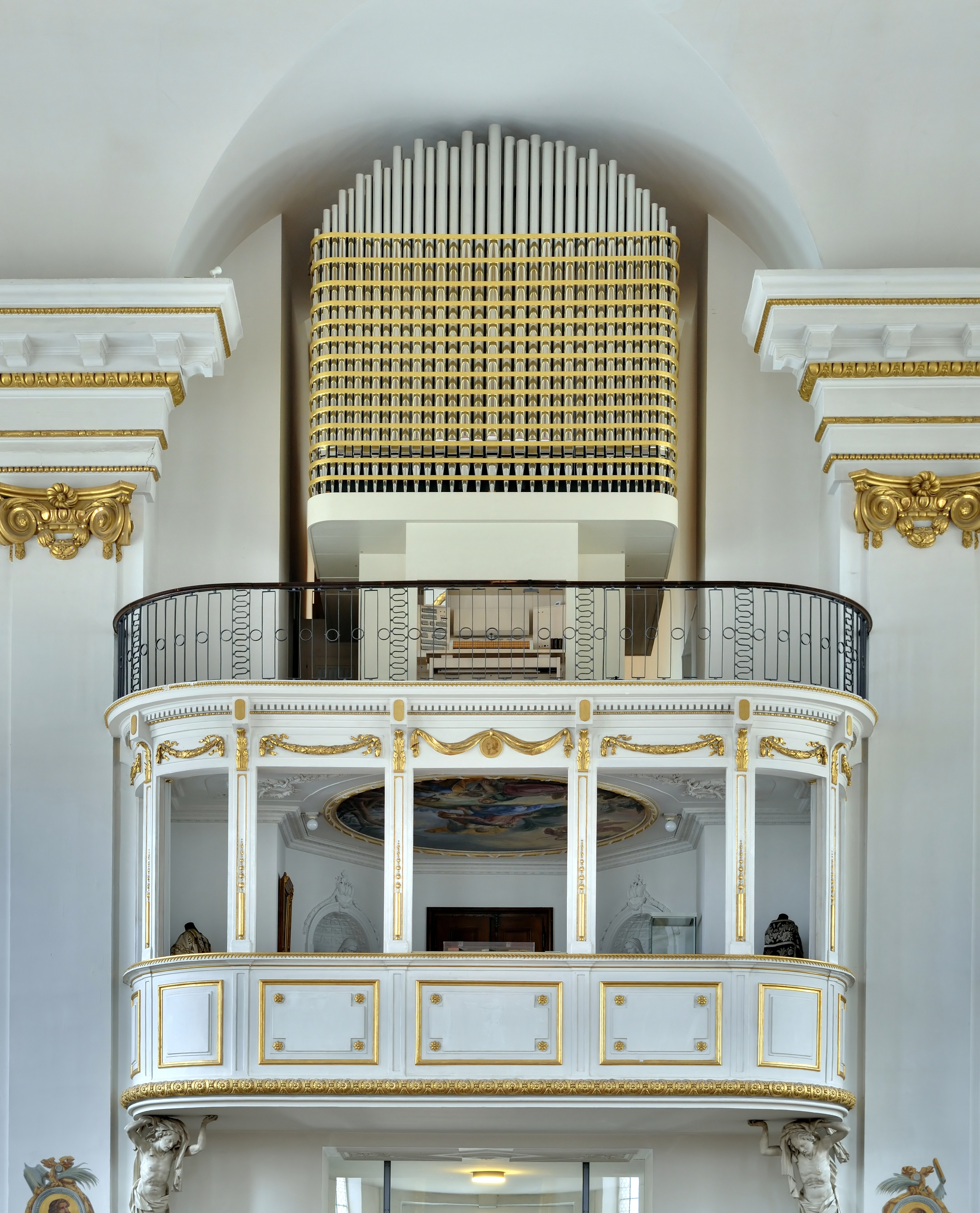
Emporenorgel

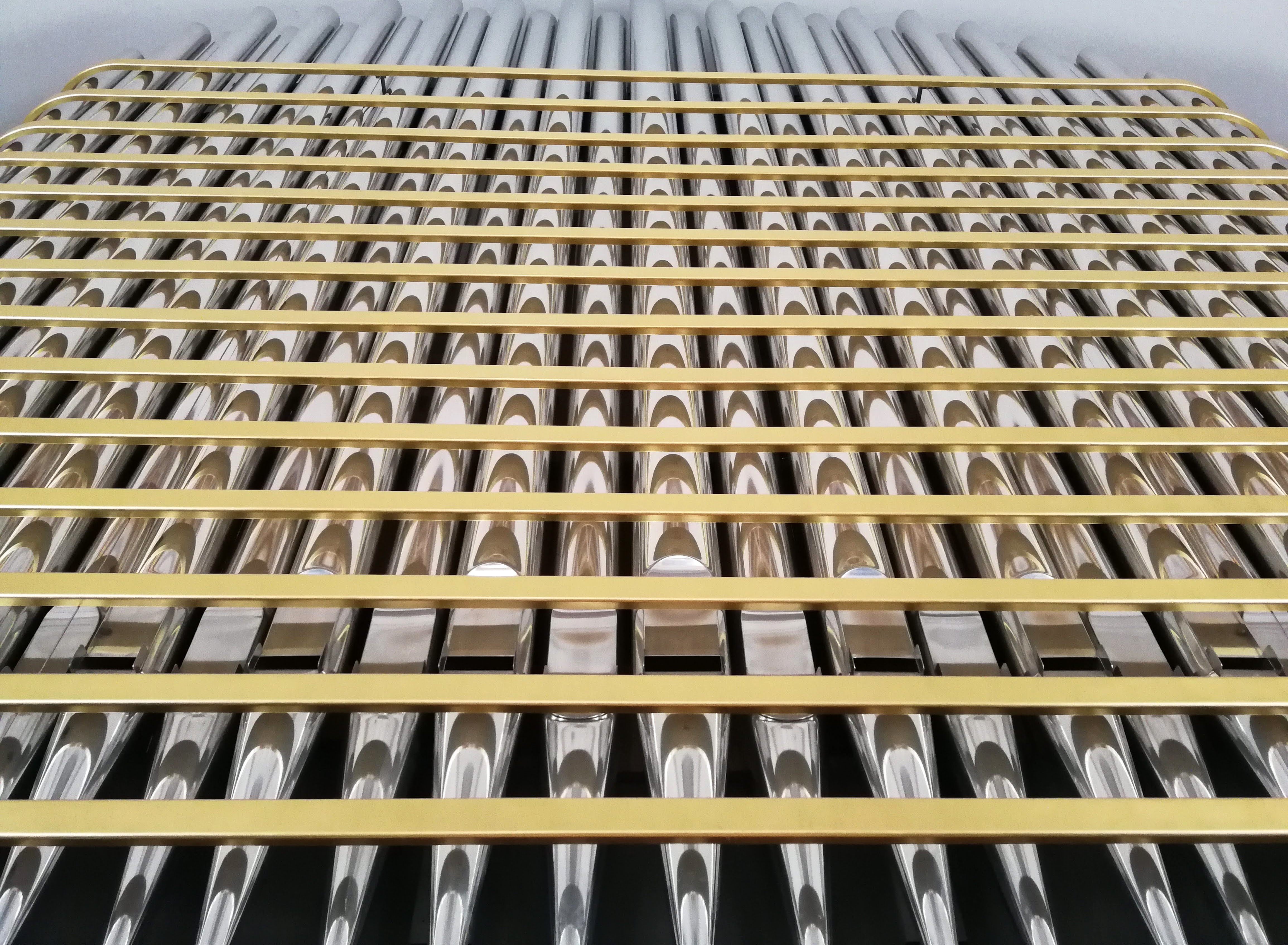
Prospektdetail der Emporenorgel

Die Emporenorgel hat 38 Register und zwei Effektregister.
| I Hauptwerk C–a3 |                    |        |
| 1.               | Bourdon            | 16′    |
| 2.               | Montre             | 08′    |
| 3.               | Bourdon            | 08′    |
| 4.               | Flûte harmonique 0 | 08′    |
| 5.               | Gambe              | 08′    |
| 6.               | Prestant           | 04′    |
| 7.               | Flûte              | 04′    |
| 8.               | Quinte             | 02 ⁄3′ |
| 9.               | Octave             | 02′    |
| 10.              | Mixtur IV          | 02′    |
| 11.              | Cimbel III         | 01′    |
| 12.              | Cornet V           | 08′    |
| 13.              | Trompette          | 08′    |
|                  | Cimbelstern        |        |
|                  | Frère Jacques      |        |

| II Récit C–a3 |                        |         |
| 14.           | Quintatön              | 16′     |
| 15.           | Diapason               | 08′     |
| 16.           | Flûte traversière      | 08′     |
| 17.           | Bourdon                | 08′     |
| 18.           | Salicional             | 08′     |
| 19.           | Voix célèste           | 08′     |
| 20.           | Prestant               | 04′     |
| 21.           | Flûte octaviante       | 04′     |
| 22.           | Nasard                 | 02 ⁄3′  |
| 23.           | Octavin                | 02′     |
| 24.           | Tierce                 | 01 3⁄5′ |
| 25.           | Progressio II–V        | 02 ⁄3′  |
| 26.           | Basson                 | 16′     |
| 27.           | Trompette harmonique 0 | 08′     |
| 28.           | Basson-Hautbois        | 08′     |
| 29.           | Voix humaine           | 08′     |
| 30.           | Clairon                | 04′     |
|               | Tremblant              |         |

| Pedal C–g1 |            |     |
| 31.        | Soubasse   | 32′ |
| 32.        | Flûte      | 16′ |
| 33.        | Soubasse   | 16′ |
| 34.        | Flûte      | 08′ |
| 35.        | Violon     | 08′ |
| 36.        | Flûte II   | 04′ |
| 37.        | Bombarde 0 | 16′ |
| 38.        | Trompette  | 08′ |

- Koppeln: II/I, II 16′/I, II 16′/II, I/P, II/P, II 4′/P

### Chororgel
Die Chororgel hat zwölf Register.
| I Schwellwerk I C–a3 |                   |        |
| 1.                   | Geigenprincipal 0 | 08′    |
| 2.                   | Rohrflöte         | 08′    |
| 3.                   | Octave            | 04′    |
| 4.                   | Octave            | 02′    |
| 5.                   | Mixtur III        | 02 ⁄3′ |

| II Schwellwerk II C–a3 |                 |     |
| 6.                     | Konzertflöte    | 08′ |
| 7.                     | Salicional      | 08′ |
| 8.                     | Unda maris      | 08′ |
| 9.                     | Salicet         | 04′ |
| 10.                    | Oboe            | 08′ |
|                        | Tremblant doux0 |     |

| Pedal C–g1 |           |     |
| 11.        | Subbass 0 | 16′ |
| 12.        | Bourdon   | 08′ |

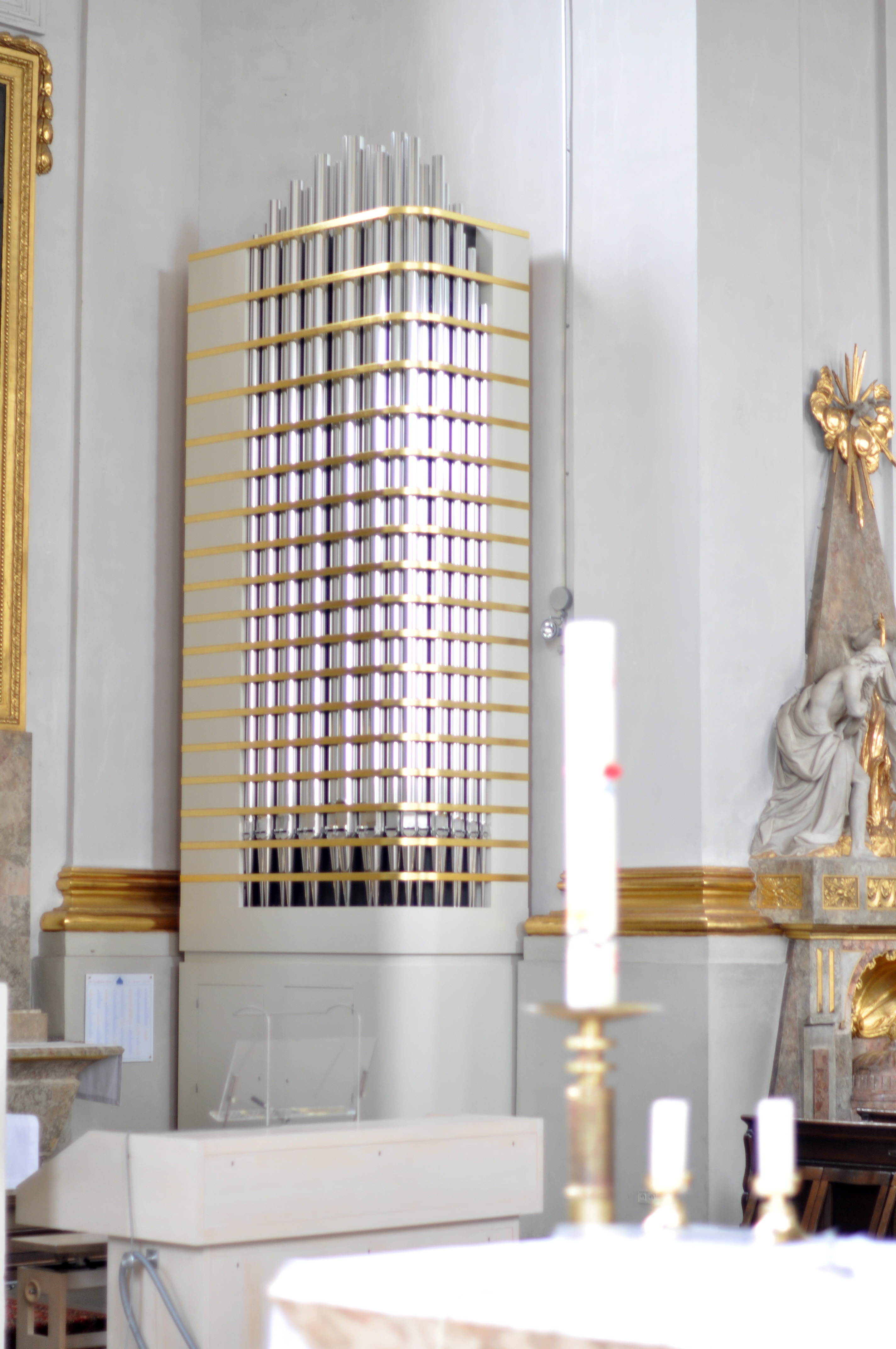
Chororgel

- Koppeln: II/I, II 16′/I, II 16′/II, I/P, II/P

## Stiftskirchenchor
Seit mehr als 150 Jahren gibt es an der Stiftskirche Hechingen den Stiftschor St. Jakobus. In der zweiten Hälfte des 19. Jahrhunderts wurde er von Michael Lehmann (1827–1903)  geleitet, der auch Organist und Kantor an der Stiftskirche war und das kirchliche Musikleben in Hechingen über mehrere Jahrzehnte hinweg wesentlich beeinflusste. Lehmann schuf in seiner Hechinger Zeit zahlreiche kirchenmusikalische Werke, die heute noch zu besonderen Anlässen in der Stiftskirche aufgeführt werden.

## Glocken
Im Turm der Stiftskirche hängt ein siebenstimmiges Geläut; Glocken Nr. 1 bis 5 hängen in der unteren Glockenstube, die Glocken Nr. 6 und 7 hängen in der Turmlaterne.
| Nr. | Name | Gießer                  | Gussjahr | Ø (mm) | Gewicht (kg) | Nominal (16tel) |
| --- | ---- | ----------------------- | -------- | ------ | ------------ | --------------- |
| 1   |      | Grüninger, Neu-Ulm      | 1950     | 1385   | 1700         | d1 −5           |
| 2   |      | Hans Eger, Reutlingen   | 1475     | 1265   | ca. 1400     | f1 +4           |
| 3   |      | Grüninger, Neu-Ulm      | 1950     | 1020   | 700          | g1 −4           |
| 4   |      | Grüninger, Neu-Ulm      | 1950     | 905    | 450          | a1 −5           |
| 5   |      | B. Grüninger, Villingen | 1922     | 755    | 300          | c2 +11          |
| 6   |      | Bachert, Neunkirchen    | 2017     | 730    | 250          | d2 −4           |
| 7   |      | Bachert, Neunkirchen    | 2017     | 640    | 170          | e2 −5           |